# 文件属性
文件属性是指一组描述计算机文件或者与之相关的元数据。例如操作系统常记录文件的创建以及最后访问日期、文件大小、文件扩展名（以及用何种应用程序来打开该类文件）以及文件系统权限。计算机用户也可以自己添加其它属性，例如注释或者苹果电脑的Mac OS X（10.3或更新的版本）操作系统下的彩色标签。
在MS-DOS、OS/2与Microsoft Windows下，attrib命令可被用来修改并显示文件属性。

## 外部連結
- 改變 FAT 檔案的屬性